# Környei Attila (zenész)
Környei Attila (Békéscsaba, 1948. május 16. –) zenész, menedzser, producer.
Általános iskolai éveiben kezdte el zenei tanulmányait (hegedülni tanult). A gimnáziumi éveiben az FTC tornász csapatának tagja (1967-ben országos bajnokságot nyert). Az érettségi előtt egy sérülés véget vetett sportolói pályafutásának.

## Zenei pályafutása

### Zenészként

#### FERM
Első zenekarát bátyjával, Környei Csabával (billentyűs) 1968-ban alakították a FERM együttest. Ma már csak úgy emlegetik a zenészek az együttest, hogy egy igazi ”sztárgyár„ volt. Ebben a zenekarban kezdte pályafutását: Karácsony János – Locomotiv GT, Szikora Róbert – R-GO, Menyhárt János – V’Moto-Rock, Kékes Zoltán – Hungária, Gerdesits Ferenc – Magyar Állami Operaház.

#### M7
A FERM együttes 1974-es felbomlása után Környei Attila (basszusgitár) pályája az 1970-es évek egyik legnépszerűbb pop együttesében, az M7-es együttesben folytatódott. Siker dalaik: Nincs arra szó, Nem lehet boldogságot venni, Félig sem szerelem.	

#### R-GO
1982-ben egykori zenész társával, Szikora Róberttel megalakítják az R-GO együttest. Az évtized meghatározó együttesévé vált a csapat. 1987-ig négy toplistavezető albumuk jelent meg (R-GO, Amulett, Szeretlek is + nem is, Rég várok valakire). Kivételes sikerük bizonyítéka 4 arany, 2 platina, és 1 gyémántlemez (több mint 1 millió eladott példány). Az együttes több éven át elnyerte az év zenekara díját, és a tagok is hangszereiken dobogósok lettek.
1988-ban Környei Attila kivált az együttesből, és talán elsőként az országban pop-menedzseléssel folytatta pályafutását.

### Menedzserként

#### NIVO Record
Környei Attila 1989-ben, a NIVO Record-nak lett a művészeti igazgatója. Keze alatt jelent meg többek között az MHV (Menyhárt Homonyik, Vikidál) Ébresztő c. nagylemeze, és Demjén Ferenc, Szabadság vándorai c. lemeze.

#### Republic
1990-ben Környei Attila kiszállt a NIVO Recordsból. Ez idő tájt egy amatőr fesztiválon felfigyelt a fiatal Republic együttesre, és azonnal menedzseri szerződést ajánlott a csapatnak. Közös munkájuk eredménye lett az Indul a mandula című első Republic nagylemez, amely 1991-ben a Hungaroton gondozásában jelent meg.

#### Manhattan
1991-ben a Craft Records kiadó igazgatójaként létrehozza az első hazai fiú csapatot, a Manhattan együttest (Dobi Sándor, Csoki, Vilmányi Gábor, Varga Szabolcs). Az együttes berobbanása szinte példa nélküli volt, a hazai pop szakmában. Öt évig működtek Környei irányítása alatt töretlen sikerrel: 3 aranylemez, 2 platinalemez, fellépések százai, országos élő turnék, fantasztikus számú rajongó tábor.
Lemezek: Manhattan, Szállj fel még, Hazatérés, Várj te hosszú forró nyár, Ajándék

#### V.I.P.
Környei Attila 1997-ben megalakítja újabb fiú csapatát, a VIP együttest (Rakonczai Viktor, Rakonczai Imre, Rácz Gergő, Józsa Alex) A V.I.P. volt az első magyar együttes, akik képviselhették hazánkat az 1997-es Eurovíziós Dalfesztiválon Dublinban, ahol több mint 300 millió néző előtt mutatkoztak be nagy sikerrel Európának. Az együttes a 4 éves működése alatt 3 aranylemezt, és 1 platinalemezt gyűjtött be. Nagylemezek: VIP, Szükségem van rád, Csak neked, Best of VIP. 

#### Princess
2001-ben, Környei Attila három fiatal hegedűs hölgy közreműködésével létrehozta a Princess együttest. A megalakulása után fél év elteltével megjelent az első nagylemez, ami két hónap után aranylemez, majd hamarosan platina, és még ebben az évben dupla platinalemez lett.  A II. lemez a megjelenés napján (a megrendelések alapján) aranylemez, és pár hónap után már ez is platina. A BMG. német vezérkara  Magyarországról  elsőnek választotta ki őket európai megjelenésre.
Lemezek: A hegedű hercegnői, Hegedűvarázs, Táncok bűvöletében

#### Adagio
2005 nyarán Környei Attila létrehozta legújabb formációját, az Adagio együttest. Három fiatal énekessel,  Homonnay Zsolt és Nagy Sándor musical énekesekkel, és Balczó Péter operaénekessel merőben új kísérletbe kezdett. Lemezükön pop- klasszikusokat szólaltattak meg szimfonikus kísérettel. Az első album 2005 októberében jelent meg és karácsonyra már átvehették érte az aranylemezt. 2007-ben Budapest Aréna koncert, amiből DVD jelent meg. Lemezek:  Adagio, Érintés, Gold.